# جوانی من
جوانی من (انگلیسی: My Youth؛ کره‌ای: 마이 유스) مجموعهٔ تلویزیونی محصول کره جنوبی با بازی سونگ جونگ کی، چون وو هی، لی جو میونگ و سو جی هون است. این مجموعه از سپتامبر ۲۰۲۵، جمعه‌ها ساعت ۲۰:۵۰ (کی‌اس‌تی) از شبکهٔ جی‌تی‌بی‌سی پخش خواهد شد.

## خلاصه داستان
این مجموعه بر زندگی سون وو هه (سونگ جونگ کی) تمرکز دارد؛ کسی که پس از کودکی دشوار در صنعت سرگرمی، اکنون آرامش را در مقام یک رمان‌نویس و گل‌فروش یافته است. او بار دیگر با عشق اولش، سونگ جه یون (چون وو هی) روبه‌رو می‌شود؛ زنی پرتلاش که اکنون رهبر یک تیم در یک شرکت است. دیدار دوبارهٔ آن‌ها باعث می‌شود هر دو با گذشته و حال خود روبه‌رو شوند و در مسیر چالش‌های شخصی و حرفه‌ای‌شان قدم بگذارند.

## بازیگران
- سونگ جونگ کی در نقش سون وو هه[۱]
- چون وو هی در نقش سونگ جه یون[۱]
- لی جو میونگ در نقش کیم سوک جو[۳]
- سو جی هون[۴]

## تولید
کارگردانی جوانی من را لی سانگ یوب بر عهده دارد که از جمله آثار پیشین او می‌توان به مجموعه‌های تلویزیونی همسر آشنا (۲۰۱۸)، بخشی از ذهن تو (۲۰۲۰) و سلول‌های یومی (۲۰۲۱–۲۰۲۲) اشاره کرد. فیلم‌نامهٔ این مجموعه نیز توسط پارک شی هیون نوشته شده است که نویسندهٔ مجموعه تلویزیونی ران آن (۲۰۱۸) بوده است. این مجموعه به صورت مشترک توسط شرکت‌های اس‌ال‌ال و های‌زیوم استودیو تهیه و تولید می‌شود.